# Gièvres

Gièvres este o comună în departamentul Loir-et-Cher, Franța. În 2009 avea o populație de 2232 de locuitori.